# 贬夜郎
《贬夜郎》為雜劇劇本。劇情講述李白三次入宮的事情

## 作者
此劇作者為王伯成，元代戏曲家，涿州（今河北省涿州市）人，生卒年不详。约生活于元世祖至元年前后，与著名戏曲家马致远为忘年交。所著作品除《贬夜郎》外，还有《张骞泛浮槎》等。

## 简介
《贬夜郎》全名《李太白贬夜郎》。杂剧剧本。剧情讲述李白三次入宫的事情，第一次入宫，李白写了吓蛮书，令四座皆惊，贵妃捧砚，力士脱靴，借酒填词，同时也看清了高力士、安禄山诸人的野心；高力士献宝，李白二次进宫，依然大醉，笑傲权贵；第三次进宫，李白更加认清了安禄山、高力士、杨玉环诸人的面目，感到大唐的锦绣江山要毁于一旦，遂对安、杨冷嘲热讽。剧中由于科白曲词不完全，并没有贬夜郎之说，可能李太白因此得罪宫中，被远配夜郎地区的部分曲词已残佚。该剧对李白性格描写是其突出之处，某些地方加以渲染精彩纷呈！